# Mały Kozi Wierch
Mały Kozi Wierch (niem. Kleiner Gemsenberg, słow. Malý Kozí vrch, węg. Kis-Zerge-hegy) – szczyt w długiej wschodniej grani Świnicy w Tatrach Wysokich, na trasie Orlej Perci. Na zachodzie graniczy z Zawratową Turnią, od której oddziela go Zawrat (2157 m), natomiast na wschodzie od Zmarzłych Czub oddziela go Zmarzła Przełączka Wyżnia. Najczęściej podawana wysokość Małego Koziego Wierchu to 2226 m, w niektórych źródłach 2228 m.
Mały Kozi Wierch to rozłożysty masyw o trzech graniach (dwie wzdłuż szlaku). W kierunku Doliny Pięciu Stawów Polskich odchodzi trzecia grań (południowa), oddzielająca Dolinkę pod Kołem od Dolinki Pustej. W niej znajduje się wierzchołek zwany Kołową Czubą, oddzielony od szczytu Małego Koziego Wierchu przełęczą Schodki. Północne stoki Małego Koziego Wierchu opadają ścianą do Kotła Zmarzłego Stawu Gąsienicowego.
W grani wschodniej Małego Koziego Wierchu znajdują się dwie szerokie turnie – Zmarzłe Czuby opadające w kierunku Dolinki Pustej stromymi ścianami. Od głównego wierzchołka oddziela je wąska Zmarzła Przełączka Wyżnia, z której na północ opada głęboki żleb Honoratka, dawniej zwany Żydowskim Żlebem i jeszcze dziś tak oznaczany na niektórych mapach. Obie nazwy mają niejasną genezę, starsza może pochodzić od żydowskiego turysty, Kurta Langfeldesa, który zginął w tym miejscu w 1925 r.
Widok z Małego Koziego Wierchu jest szeroki, ciekawszy niż z Zawratu. Od roku 1876 panoramę polecał w swoich przewodnikach Karl Kolbenheyer.
Pierwsze odnotowane wejścia turystyczne:
- latem – prawdopodobnie Karl Kolbenheyer, 24 sierpnia 1875 r., na pewno Janusz Chmielowski i Jakub Gąsienica Szustek, 10 lipca 1892 r.,
- zimą – Józef Lesiecki, Leon Loria, Mariusz Zaruski i Stanisław Zdyb, 1 kwietnia 1911 r.[8]

Nazwa Mały Kozi Wierch pochodzi z pierwszych lat XX wieku, do 1903 r. oznaczała jednak Zamarłą Turnię. W 1905 r. przez szczyt poprowadzona została Orla Perć. Do 2012 r. na Małym Kozim Wierchu zdarzyło się 6 wypadków śmiertelnych.

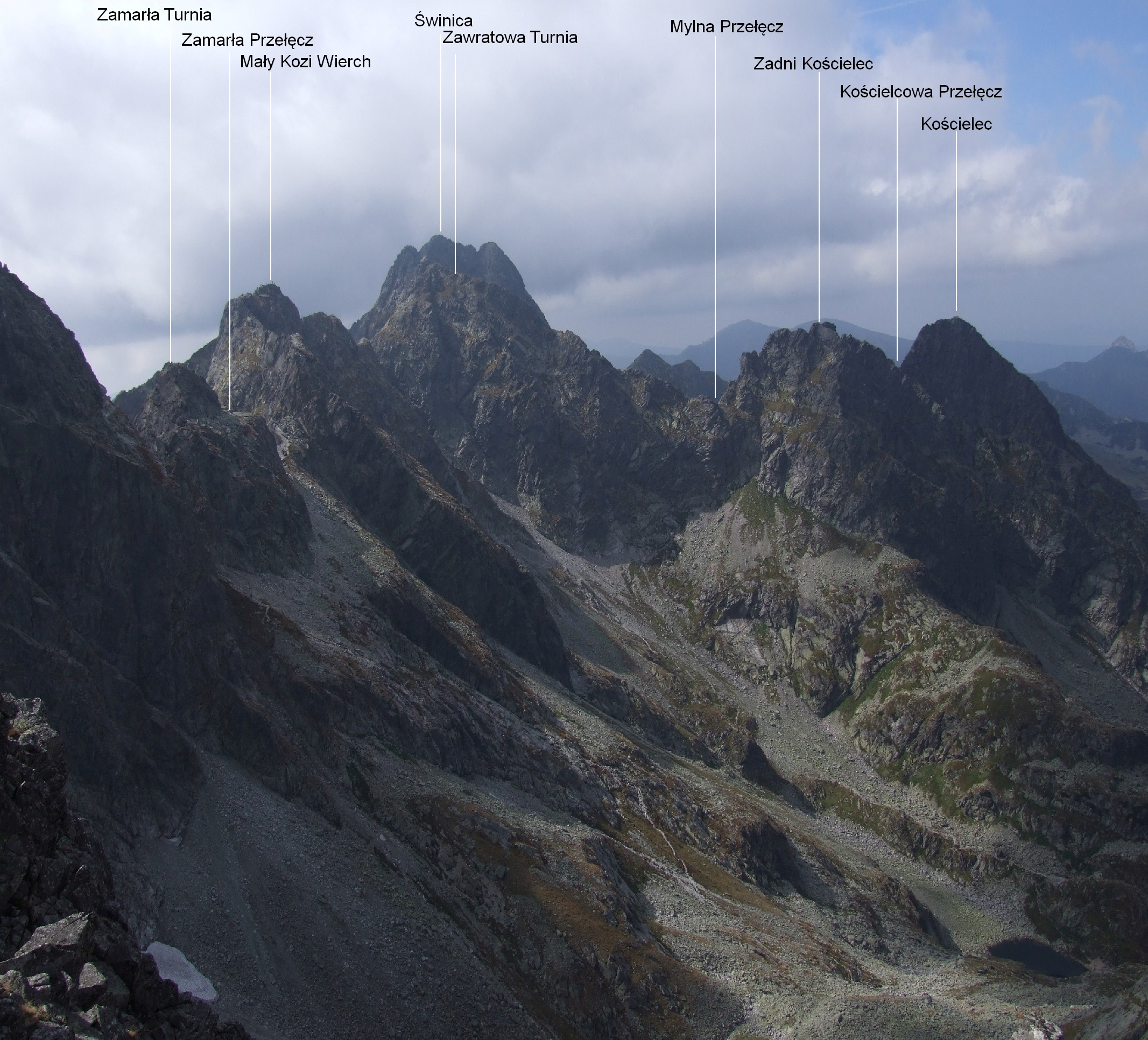
Widok na Mały Kozi Wierch ze szlaku Orlej Perci
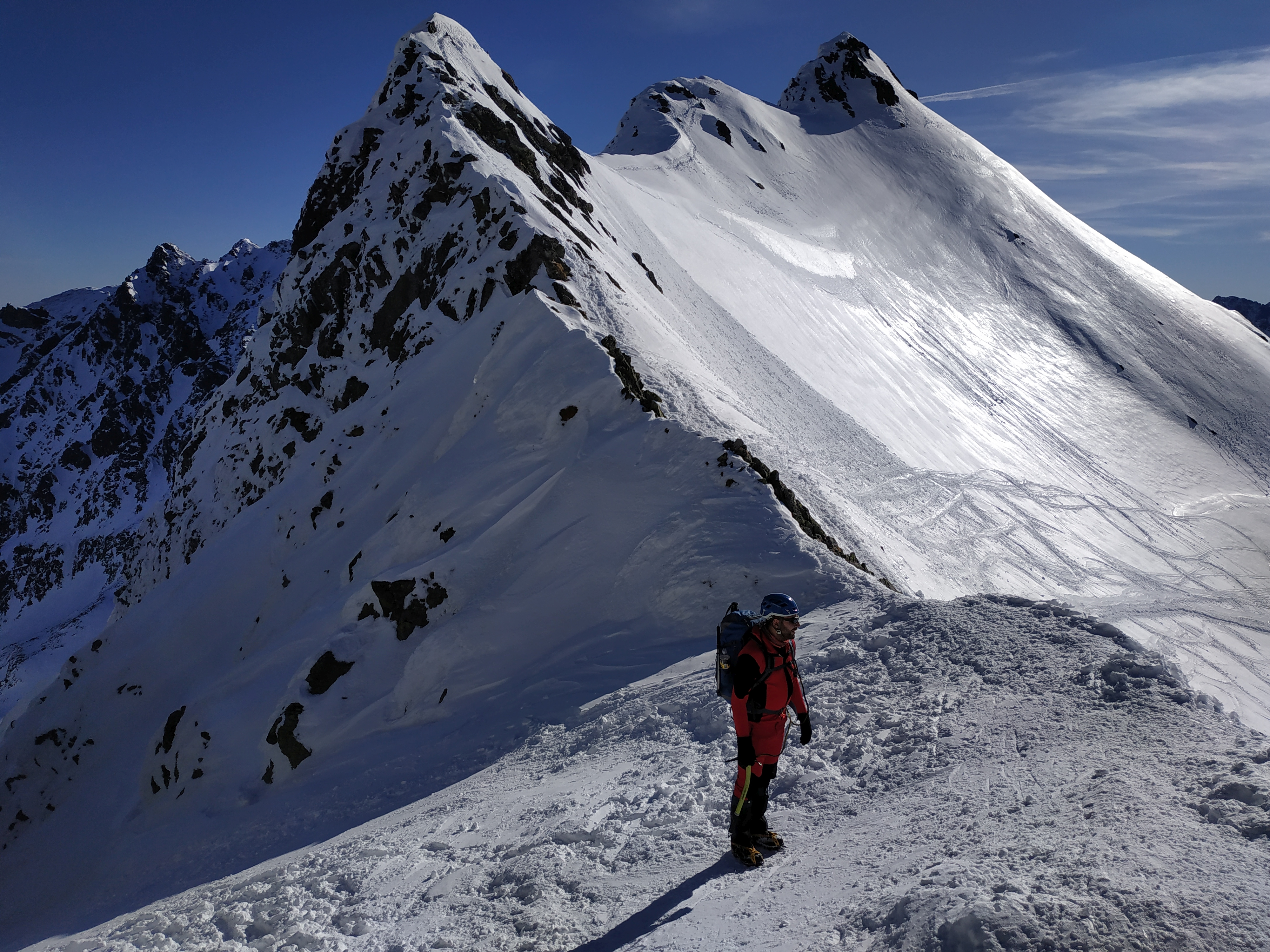
Mały Kozi Wierch zimą
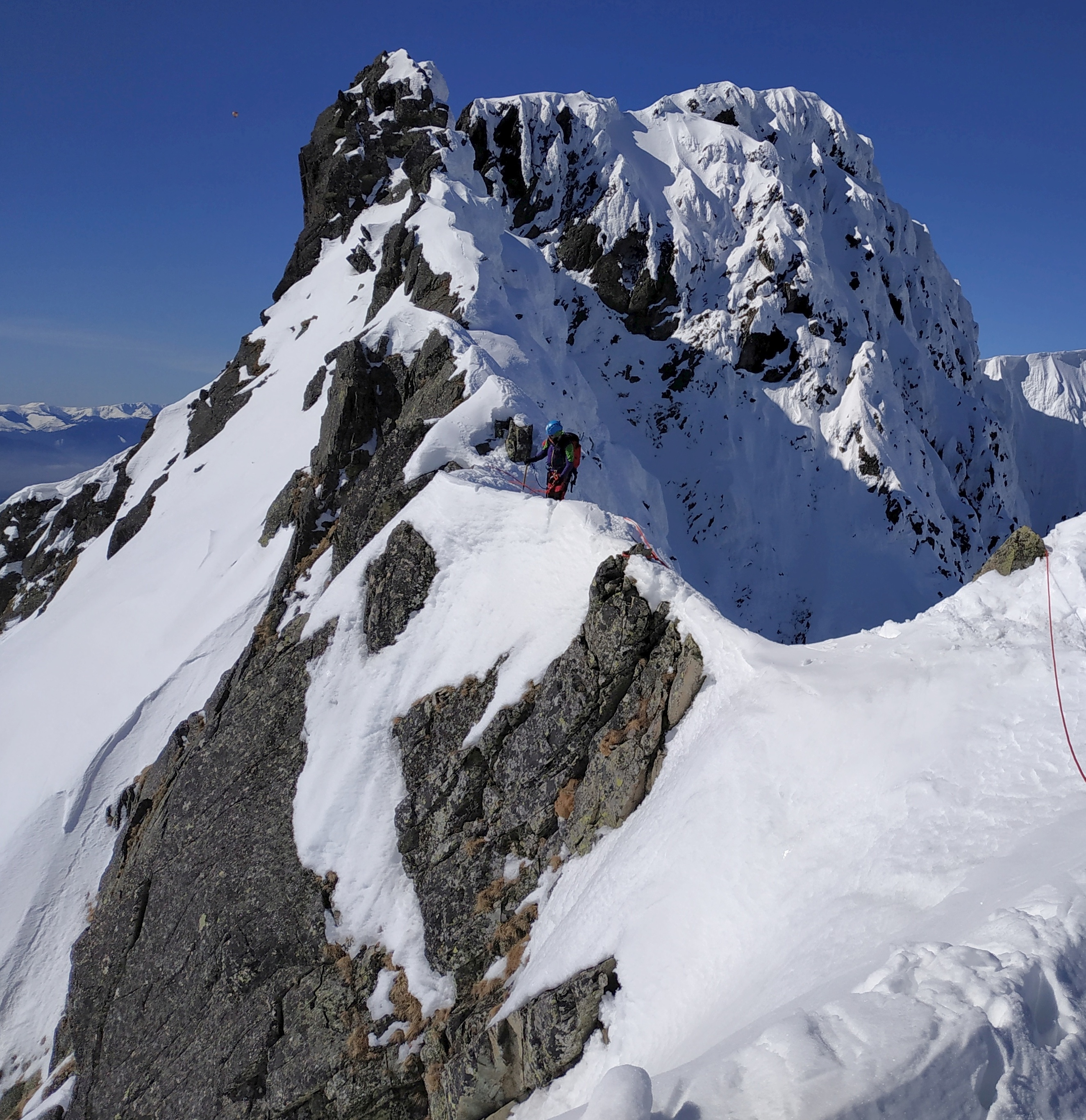
Zmarzłe Czuby i Mały Kozi Wierch
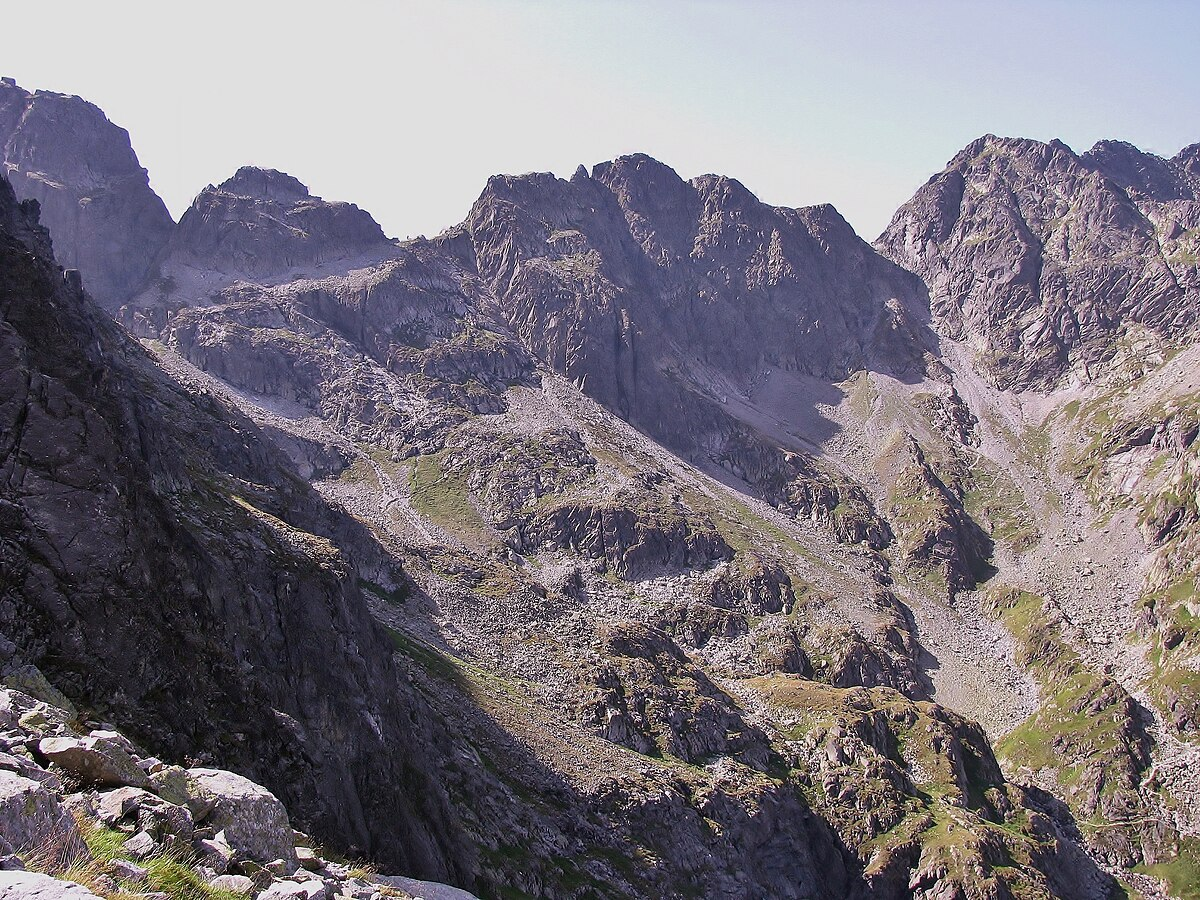
Mały Kozi Wierch od strony Doliny Gąsienicowej

## Szlaki turystyczne
Orla Perć prowadząca z Zawratu przez dwa niewielkie garby (2183 i 2204 m) na wierzchołek Małego Koziego Wierchu, dalej przez Zmarzłą Przełęcz Wyżnią i jedną ze Zmarzłych Czub, z której schodzi się na Zmarzłą Przełęcz. Na tym odcinku zamontowane są liczne łańcuchy, a w Zmarzłej Przełęczy Wyżniej często przez całe lato leży płat śniegu. Na odcinku Zawrat – Kozi Wierch od lipca 2007 r. ruch odbywa się wyłącznie w kierunku wschodnim z Zawratu w kierunku Koziego Wierchu. Czas przejścia z Zawratu na Kozi Wierch: 2:50 h.